# 홍살귀상어
홍살귀상어(학명: Sphyrna lewini)는 흉상어목 귀상어과에 속하는 물고기이다. 몸길이가 최대 5m가 되는 대형의 상어종에 속한다. 그리스어 Sphyrna 는 "망치"라는 뜻으로 가장 두드러진 특징인 이 상어의 머리 모양을 나타낸다.
이 상어는 남방 귀상어 라고도 하는데 주로 위도 46°N 에서 36°S 사이, 깊이 500m까지 전 세계의 따뜻하고 온화한 열대 연안 해역에 서식한다.

## 특징
홍살귀상어는 방추형의 몸매와 원통형의 몸의 단면을 가지고 있는 것이 특징이다. 영어권에서는 스캘롭트 해머헤드 샤크(Scalloped hammerhead Shark)라는 이름으로 불린다. 귀상어과에 속하는 어류답게 큰 망치와 같은 확장된 머리를 가지고 있으며 확장된 머리의 끝에 코와 눈을 가지고 있다. 머리의 너비는 머리의 길이에 약 2배에 달하며 머리 전면 가장자리의 홈은 자랄수록 뚜렸해진다. 위턱과 아래턱에는 날카로운 이빨을 가지고 있으며 양턱의 이빨 끝이 바깥쪽으로 휘어져 있다. 2개의 등지느러미 중에 제2등지느러미는 후단이 길어서 미기각에 도달하고 그 기부는 뒷지느러미의 기부보단 짧다. 어릴 때는 등쪽이 검은색과 흰색의 몸을 가지지만 성어가 되면 보라색이나 푸른색의 몸을 가진 등쪽과 회색의 배쪽을 가진 몸으로 변하게 된다. 사람에게 그리 위험하지는 않는 상어로 여겨지며 사람에게 공격적이지 않고 오히려 사람을 보면 피하는 어종이다. 또한 계절에 따라 서식지를 바꾸는 회유성의 어종이 되며 높은 신진 대사율과 인지 능력, 사회 지능, 감각 운동 기능을 이용하여 먹이를 사냥하는 어종이기도 하다.

## 서식지와 산란기와 보호 활동
홍살귀상어의 주요한 서식지는 태평양, 인도양, 대서양의 모든 대양의 열대와 아열대 해역이며 주로 수심 100~500m의 깊은 바다에서 살기도 하지만 25m의 얕은 연안의 대륙붕 지역에서도 많이 발견이 되고 서식을 하기 때문에 일반적으로 표해수대의 어류로 분류한다. 또한 맹그로브의 숲으로 이뤄진 연안에서도 서식을 하는 어종이기도 하다. 산란기는 9월~11월의 가을이며 수컷의 수정을 받은 암컷은 9개월~12개월의 임신기간을 겨쳐 이듬해의 여름에 6~10마리의 유어를 출산한다. 홍살귀상어는 국제 자연 보전 연맹에서 정한 위급의 심각한 멸종위기종으로 국제적으로 개체수의 보호를 받는 어종이다.

## 성적 이형성
암컷 홍살귀상어는 수컷보다 작은 크기로 연안으로 이동하는데, 이는 길이가 100~140cm(39~55in)에 이르는 큰 종류의 귀상어가 더 깊은 곳으로 이동하기 때문이다. 수컷과 암컷은 일반적으로 암컷 상어보다 수컷이 더 깊은 곳에 머무르는 것으로 관찰된다는 점에서 차이를 보인다.
성적 성숙은 일반적으로 홍살귀상어의 몸길이가 240cm 이상이 되면 일어난다. 신체적으로 성숙한 암컷은 다른 성숙하지 않은 암컷보다 자궁이 상당히 넓다. 암컷과 달리 수컷은 훨씬 작은 크기로 성적으로 성숙해진다. 암컷은 매년, 보통 여름에 출산을 한다.

## 탐색 동작
홍살귀상어는 특이한 머리 형태로 인해 독특한 탐색 동작을 수행한다. 이들은 "태평"이라고 알려진 탐색 동작을 주로 사용한다. 태평은 홍살귀상어가 수영하면서 머리를 좌우로 흔들어 나선 형태로 움직이는 동작이다.
홍살귀상어의 머리는 좌우로 넓게 퍼져 있어 눈이 두 배로 분리되어 있다. 태평 동작을 통해 머리를 좌우로 흔들면 시야가 넓어져 더 넓은 범위를 감지할 수 있다. 이는 먹이의 위치를 파악하거나 주변 환경을 탐색하는데 도움을 준다.(감각향상)
홍살귀상어는 강력한 후각을 가지고 있으며, 태평 동작을 통해 물의 흐름을 증가시킬 수 있다. 상어는 자신의 주변에 냄새를 퍼뜨리고 먹이나 다른 중요한 신호를 감지할 수 있다.(냄새 감지)
태평동작은 홍살귀상어의 수영 효율성 또한 향상시키는데, 머리를 좌우로 흔들면 상어의 몸이 더 잘 흔들리며, 물속에서의 저항을 줄여준다. 이는 더 빠르고 효율적인 수영을 할 수 있게 한다.(수영 효율성)
홍살귀상어의 탐색 동작은 그들이 자연 환경에서 생존하고 먹이를 찾는데 매우 유용한 전략이다. 독특한 머리 형태와 탐색 동작은 그들이 다른 상어와 구별되는 특징 중 하나로 볼 수 있다.

## 먹이
홍살귀상어는 종합적인 식육동물이며 기회주의적인 포식자로, 그 지역에서 먹을 수 있는 것은 무엇이든 먹는다. 수컷과 암컷 상어가 먹는것에는 차이가 없지만, 더 큰 상어는 작은 청소년 귀상어보다 큰 먹이를 먹는 것으로 알려져 있다. 청소년 귀상어는 일반적으로 근해 물고기를 먹고, 성체는 근해 물고기와 더 깊은 물에 사는 큰 유기체를 먹는다.
특히 이 귀상어는 정어리,고등어,청어와 같은 물고기를 주로 먹고, 오징어,문어와 같은 두족류를 먹는다.

## 보존
홍살귀상어는 미국 멸종위기종법에 의해 보호된 최초의 상어종이다. 2021년 현재, 국제 자연 보전 연맹(IUCN)이 지정한 멸종 위기종으로 분류하고 있다. 홍살귀상어는 다양한 해양 서식지에서 발견되는데 연안 해역부터 대륙 사이의 개방된 해역까지 다양한 생태계에서 생활한다. 그러나 해양 환경의 파괴와 서식지 감소로 인해 그들이 이동하고 사냥할 수 있는 영역이 줄어들고 있다. 인간의 개발, 해양 오염 및 부적절한 어획 관리 등이 홍살귀상어의 서식지를 파괴하고 이동 경로를 방해하는 요인이 될 수 있으며 큰 지느러미로 인해 상업 어업과 낚시의 대상이 되는 경우가 많다. 지느러미는 킬로그램 당 100~120달러에 팔리고 있다고 한다.
대서양의 일부 지역에서 지난 30년 동안 개체수가 95% 이상 감소했는데 감소의 원인 중 하나는 남획과 상어 지느러미에 대한 수요의 증가를 꼽았다.
IUCN(국제자연보전연맹)은 홍살귀상어와 포함된 다양한 상어 종의 보존을 위해 종 평가 및 등급화, 보전 우선 순위 결정, 생태학적 연구,국제 협력 및 정책 개발 등의 노력을 기울이고 있다.

## 같이 보기
- 흉상어목
- 귀상어과
- 연골어류